# Ararat (koňak)
Ararat je značka arménského koňaku. Zejména v anglosaských zemích se používá rovněž označení brandy. Ararat je starý 3 až 6 let, kvalitnější zraje 10 až 70 let.

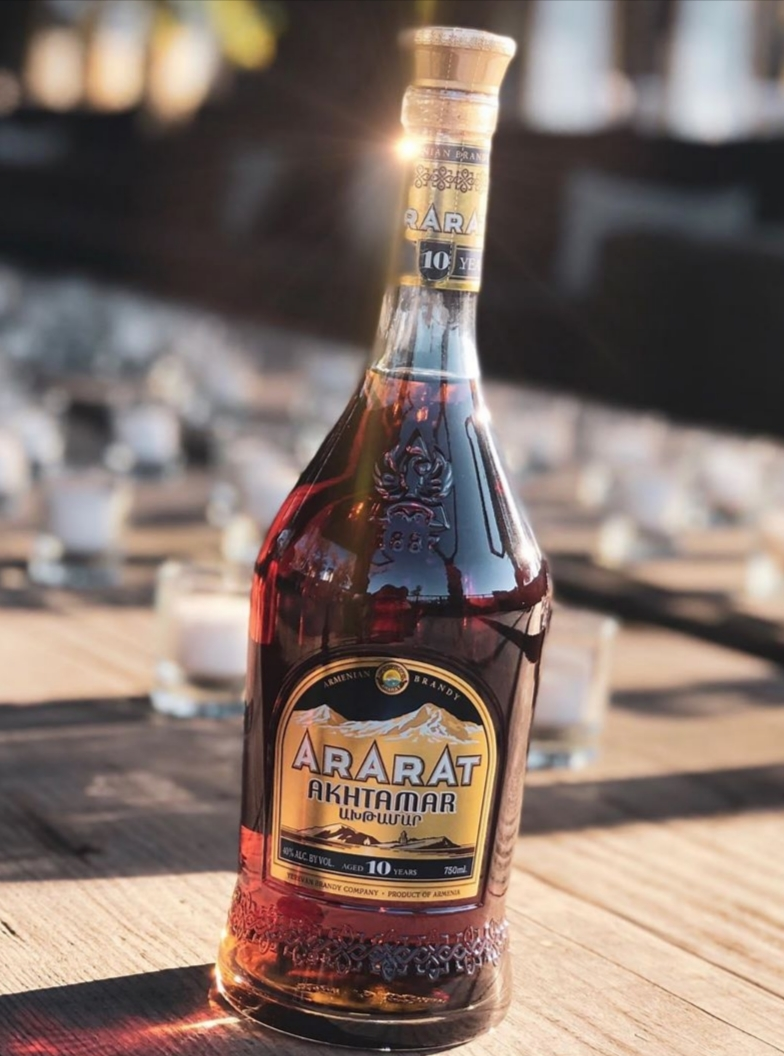
Koňak Ararat

## Historie Araratu

### 19. století
Koňak je vyráběn z bílých hroznů a pramenité vody podle tradiční metody v Jerevanu již od roku 1887. V daném roce Vasil Tairov, který vydával časopis o výrobě vína, nasměroval svého příbuzného Nersese Tairyana aby začal vyrábět koňak. Pořídili si na to nejmodernější zařízení, ale používali tradiční francouzskou technologii. První likérku postavili v kamenném domě, který byl v minulosti pevností.

### První polovina 20. století

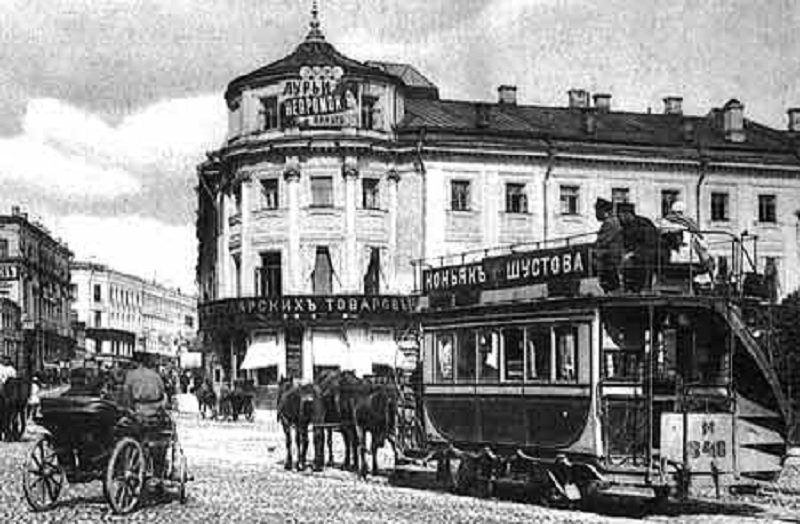
Historická reklama na koňak Schustowa

V roce 1900 destilátor Kirill Silchenko a inženýr Mkrtich Musinyants vyrobili první značkový koňak, který nazvali dle země původu koňaku Fine Champaine Select. Zúčastnili se s ním mezinárodní soutěže Grand-Prix v Bordeaux, kde vyhrál a to mu zajistilo známost a možnost expandovat. V roce 1902 chtěli rozšířit působení za hranice Arménie, a tak se dohodli na spolupráci se společností Shustov a synové, která byla známá v celém Rusku. Koňak byl v samotné Arménii populární zejména mezi umělci a mezi bankéři. V roce 1914, kdy bylo v Arménii již 15 továren na koňak, byla vyhlášena kvůli válce prohibice Pracovníci udělali vše možné pro záchranu rostlin a zařízení pro budoucí výrobu během několika útoků. Pak nastaly revoluční roky a došlo k znárodnění firmy speciálním vládním dekretem první arménské republiky. Došlo k vytvoření jednoho podniku, který zahrnoval všechny společnosti vyrábějící koňak. V roce 1937 Marker Sedrakyan, absolvent Zemědělské fakulty Jerevanské univerzity začal vytvářet a testovat nové chuti a druhy koňaku. Jedna dostala název Jubileum a druhá byla pojmenována Arménia kvůli jeho vlastenectví. Další koňak nazván Dvin podle historického hlavního města Arménie. Jedna z dalších vintage kolekcí se nazýval Jerevan. Polárníkům byl určen 57% koňak. Ve 40. letech byla postavena nová budova podniku, jejím architektem byl Hovhannes Markaryan.
V 50. letech byly vznikaly další nové chuti dle originálních receptů – Tonakan, Akhtanar, Nairi, Ani.

### 90. léta
Po pádu Sovětského svazu došlo k vytvoření striktních pravidel ohledně používání označení Arménský koňak. Ten může být vyráběn pouze v Arménii a z vinných hroznů vyrostlých v Arménii.

### 21. století
V 21. století došlo k rozvoji značky, která je součástí obrazu arménské kultury, a hraje zásadní roli v národní ekonomii. Sponzoruje také nejrůznější festivaly a výstavy.

## Historické události spjaté s koňakem

### Jaltská konference
Dle neověřených zdrojů během Jaltské konference zachutnal koňak Ararat Winstonovi Churchillovi natolik, že si nechával zasílat 400 lahví ročně.

### Mírový sud

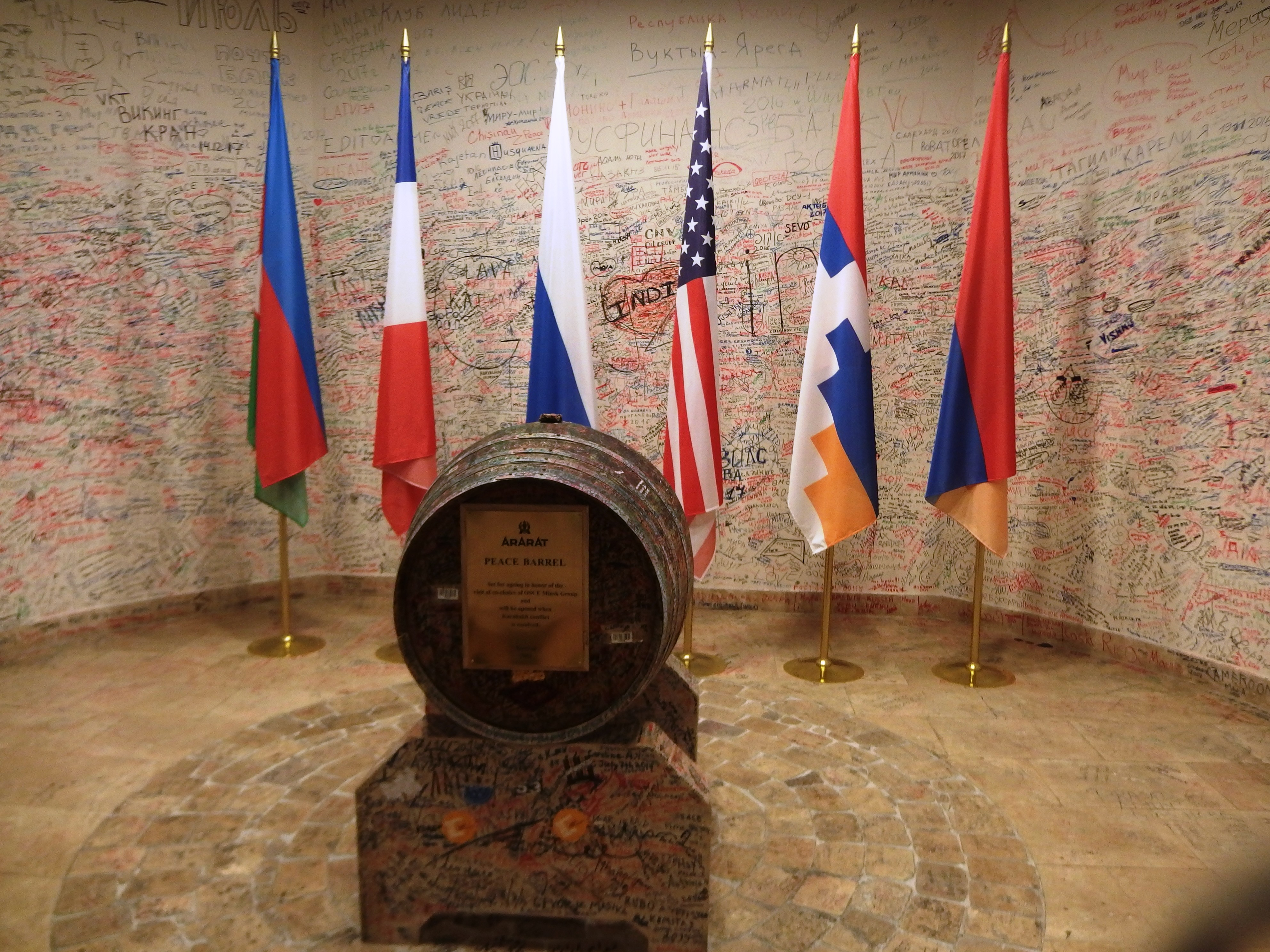
Mírový sud, Muzeum Ararat

Ve sklepích podniku je uchováván tzv. Mírový sud, v němž od roku 1994 zraje koňak vytvořený z bází dodaných z Arménie a Ázerbájdžánu na počest příměří v Náhorním Karabachu. Čeká na otevření, až dojde k sepsání a signování formální smlouvy o míru v oblasti.

## Pojmenování
V rusky mluvících zemích a zemích bývalého východního bloku se nazývá koňak. V roce 1900 vyhrál Ararat cenu Grand-Prix v Paříži a získal oficiálně povolení nazvat se koňakem. Změna nastala až po druhé světové válce, ale v zemích bývalé východní Evropy se termín brandy neujal.

## Druhy koňaku Ararat
- Ararat Erebuni – 30, 50, 70 let stará kolekce
- Ararat Taste, kolekce Apricot, Cherry, Coffee and Honey.
- Ararat Nairi, 20letý
- Ararat, 3 a 5 let starý
- Ararat Akhtamar, 10 let starý
- Ararat Otborny, 7 let starý
- Ararat Ani, 7 let starý
- Ararat Dvin, 25 let starý
- Ararat Armenia, kolekce.
- Ararat Vaspurakan, 15 let starý